# Pamphila
Pamphila (Παμφίλη) était une historienne romaine de l'Antiquité très réputée à son époque et qui vécut sous le règne de l'empereur Néron, au Ier siècle après J.-C. Elle est l'auteur d'un livre appelé en grec les Hypomnèmata qui contenait des informations variées relevant des domaines de l'histoire et de la littérature.

## Biographie
Selon la Souda, elle était originaire d’Épidaure (s. v. Παμφίλη), mais Photius (Cod. 175) fait d'elle une Égyptienne de naissance ou de descendance : les deux récits, cependant, peuvent s’accorder, si l'on suppose que, bien qu'elle soit née à Épidaure, sa famille était de souche égyptienne. 
Dans la préface de son œuvre, elle raconte, s'il faut en croire un passage rapporté par Photius (7, C), que, pendant les treize années où elle vécut auprès de son mari, celui-ci ne la quittait jamais, même pour une heure, alors qu'elle travaillait constamment à son livre, et qu’elle notait avec zèle les nouvelles que lui donnaient son mari et les autres personnes cultivées qui fréquentaient leur maison. Son mari lisait aussi les mêmes livres qu'elle. De fait, en se basant sur le texte de la Souda, certaines autorités se sont permis d'attribuer son œuvre à son époux. Le nom de ce dernier est incertain. Dans un passage, la Souda (s.v. Παμφίλη), parle d’elle comme étant la fille de Sotéridas et l’épouse de Socratidas, mais, à un autre endroit, elle déclare (s. v. Σωτηρίδας) qu'elle était mariée à Sotéridas. Le passage tiré de Photius (Cod. 161, p. 103, a, 35, éd. Bekker), où nous lisons ἐκ τῶν Σωτηρίδα Παμφίλης ἐπιτομῶν, a laissé la question sans réponse, car Sotéridas peut indiquer à cet endroit le père ou le mari.

## Œuvres

### LesHypomnèmata
L’œuvre principale de Pamphila est citée sous diverses dénominations ; parfois simplement sous le nom de ὑπομνήματα, et d'autres fois comme ὑπομνήματα ἱστορικά, mais le titre entier semble avoir été celui conservé par Photius, à savoir ὑπομνημάτων λόγοι. Ce dernier titre donne une idée générale du contenu de l'ouvrage, qui est expliqué davantage par Photius. L’œuvre n'est pas divisée par thèmes, c'était plutôt un livre ordinaire, où chaque information était insérée au fur et à mesure qu'elle parvenait à l'auteur, qui déclarait que cette variété offrait au lecteur une certaine jubilation.
Photius considère cette œuvre comme une masse d’informations d’une grande utilité sur bien des points d’histoire et de littérature. L'estime où on la tenait dans l'Antiquité se retrouve, non seulement dans le jugement de Photius, mais également dans les œuvres d'Aulu-Gelle et de Diogène Laërce, qui semblent avoir beaucoup fait usage de cette source. Des érudits modernes en savent davantage sur le nom de Pamphila, grâce à un passage de son œuvre, conservée par Aulu-Gelle (XV, 23), où est indiquée l'année de la naissance d’Hellanicos, d’Hérodote et de Thucydide. Mais ce récit, bien qu’accepté par la plupart des érudits, est rejeté par Krüger[Lequel ?], dans sa Vie de Thucydide, à cause du peu de confiance qu’on peut accorder à l'autorité de Pamphila. 
L'histoire de Pamphila a été divisée en de nombreux livres. Photius nous en indique seulement huit, mais Suidas précise qu'il y en avait trente-trois. Ce dernier doit dire vrai, puisqu'Aulu-Gelle cite le onzième (XV, 23) et le vingt-neuvième (XV,17). Quant à Diogène Laërce, il cite le vingt-cinquième (III, 23) et le trente-deuxième. Peut-être ne subsistait-il plus que huit livres au temps de Photius. L’œuvre est citée également par Diogène Laërce dans d'autres passages (I, 24, 68, 76, 90, 98 ; II, 24). Comp. Vossius, De Historicis Graecis, p. 237, éd. Westermann.

### Autres écrits
Outre son œuvre historique, Pamphila est l'auteur de plusieurs autres écrits, dont les titres sont donnés par la Souda :
- Un Épitomé de Ctésias[1], en trois livres.
- Épitomés des histoires et d'autres ouvrages, ἐπιτομαὶ ἱστοριῶν τε καὶ ἑτερῶν βιβλίων, d’où Sopater semble avoir tiré ses sources (Phot. Cod. 161, p. 103)[1]. Il est tout à fait possible que cette œuvre soit la même que les ὑπομνήματα, et que Suidas ait confondu.

Elle est aussi l'auteur d'un traité sur la réfutation et d'un autre sur l'amour.

## Postérité

### Art contemporain
- Pamphila figure parmi les 1 038 femmes référencées dans l'œuvre d’art contemporain The Dinner Party (1979) de Judy Chicago. Son nom y est associé à Hypatie[2],[3].